# Zone d'accord possible
 (octobre 2023).
Si vous disposez d'ouvrages ou d'articles de référence ou si vous connaissez des sites web de qualité traitant du thème abordé ici, merci de compléter l'article en donnant les références utiles à sa vérifiabilité et en les liant à la section « Notes et références ».

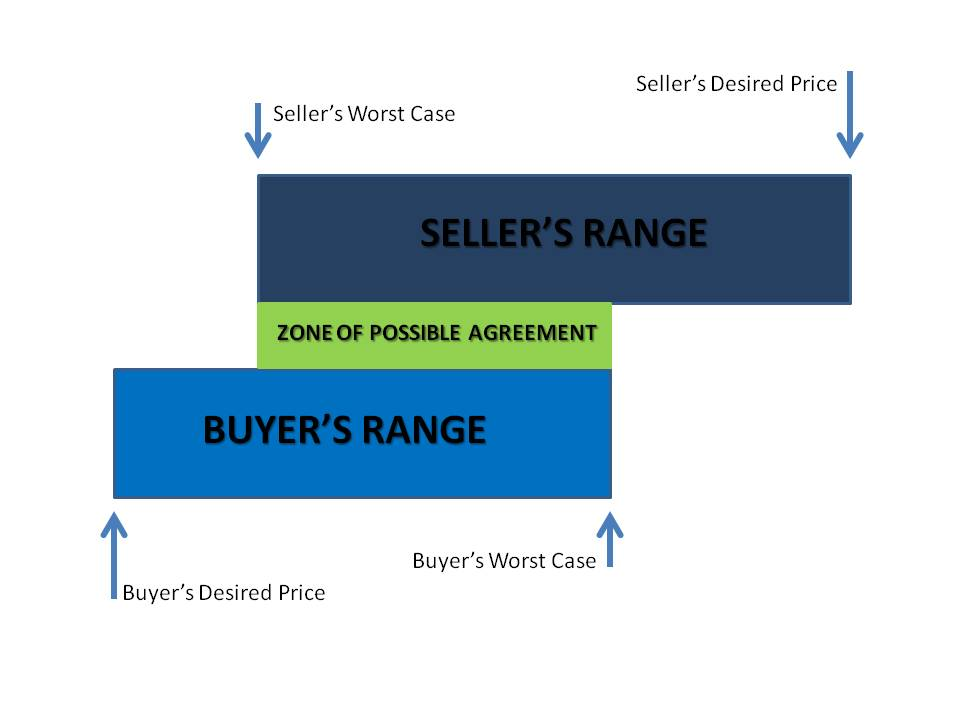
ZOPA entre possibilités d'un vendeur et d'u acheteur.

En vente et négociations, la zone d'accord possible (en anglais : zone of possible agreement, ZOPA) décrit la zone théorique dans laquelle deux parties peuvent trouver un accord. À l'intérieur de cette zone, un accord est possible. En dehors, aucune sorte de négociation ne débouchera sur un accord.
Par exemple, soit une personne souhaitant emprunter de l'argent à un certain taux d'intérêt sur une certaine période et une personne voulant prêter de l'argent à un certain taux. Si les deux parties conviennent d'un taux et d'une période, alors une ZOPA peut être établie.